# Bernard d'Aillières
Pour les autres membres de la famille, voir Famille Caillard d'Aillières.
Bernard Caillard d'Aillières est un homme politique français né le 9 juin 1895 à Aillières (Sarthe) et mort le 15 juillet 1957 dans sa commune natale. Il est docteur en droit, châtelain et exploitant agricole.

## Biographie
Bernard Julien Marie Caillard d'Aillières est le fils d'Augustin-Fernand Caillard d'Aillières et de Marie-Louise Gérard.
Il est élu député de la Sarthe en 1936 sous les couleurs de la Fédération républicaine. Le 10 juillet 1940, il vote en faveur de la remise des pleins pouvoirs au maréchal Pétain.
À la Libération, il est déclaré inéligible par le jury d'honneur jusqu'en 1949 et ne retrouve pas le chemin du Parlement. Il reste maire de sa commune d'Aillières et conseiller général de la Sarthe. Il donne son nom à un arrêt d'Assemblée du Conseil d'État consacrant la possibilité d'un recours en cassation comme principe général du droit.
Marié avec Monique Zylof de Steenbourg, oblate de Saint-Benoît, fille de Joseph Zylof de Steenbourg et de Marie-Thérèse Fouache d'Halloy, il est le père de Michel d'Aillières.

## Distinctions
- Commandeur de l'ordre de Saint-Grégoire-le-Grand

## Sources
- « Bernard d'Aillières », dans le Dictionnaire des parlementaires français (1889-1940), sous la direction de Jean Jolly, PUF, 1960 [détail de l’édition]